# Institut de formation des cadres de santé
En France, l'institut de formation des cadres de santé (IFCS) forme les étudiants souhaitant devenir cadre de santé. La formation pour apprendre cette profession dure une année scolaire (10 mois).
Il faut avoir pratiqué un métier paramédical pendant au moins 4 ans pleins et réussir le concours d’entrée (épreuves orale et écrite) organisé chaque année dans les 41 IFCS répertoriés en France pour intégrer la formation.
Parallèlement au diplôme de cadre de santé, il est délivré à l’issue de la formation un master 1 ou un master 2 selon les partenariats avec les universités. Ce dernier (master 2, bac + 5) est de plus en plus répandu.
Les instituts sont rattachés auprès du Ministère de la Santé, des agences régionales de santé, ou auprès des centres hospitaliers universitaires (CHU) .